# 近鉄8810系電車
近鉄8810系電車（きんてつ8810けいでんしゃ）は、近畿日本鉄道（近鉄）が1981年に導入した一般車両（通勤形電車）の1系列である。奈良線系統用の4両編成の界磁チョッパ制御車として登場した。
本稿ではその派生系列でもある2両編成の9000系電車と3両編成の9200系電車についても記述する。

## 概要
1970年代後半当時、近鉄においても省エネルギーに優れた一般車を投入する計画が登場し、1978年から1980年にかけて界磁位相制御の8800系、電機子チョッパ制御を採用した3000系を奈良線・京都線に試験投入した。1981年2月には1400系1401Fを界磁チョッパ制御車の試作車として大阪線に投入し、試験結果が良好であったため、界磁チョッパ制御車の量産が決定された。それが8810系であり、その増備車である9000系・9200系に続いている。
これら3型式はそれまで奈良線用一般車として製造されていた8000系列の後継であるが、車体形状は従来車の仕様を継承しながらも大幅に一新された。車体幅が2,800 mmで裾を絞っているという点、制御装置が日立製作所製という点以外は大阪線1400系とほぼ同一仕様である。
標準軌全線での運用を可能とすることから、2000年代からは新型車の投入による余剰で大阪線・名古屋線用旧型式一般車の廃車代替用として転籍する車両も発生している。

## 構造

### 車体
運転台のある妻面は従来車とは異なり切妻に近くし、正面方向幕は貫通路上部と屋根の間に収め、正面の前照灯の周りをステンレスの板で囲んだデザインとなった。正面の行先表示器と前照灯は埋込式となり、標識灯はステンレス枠の横並び3連のタイプが設置された。この正面デザインはVVVFインバータ制御車にも採用され、2000年の「シリーズ21」登場まで長らく使われていた。
車体断面は屋根肩部が従来車より166 mm高く、角の丸みは200 mmと小さくしたことで角張った印象となり、側面の行灯式種別表示器も車体に対して完全な垂直に配置されて視認性が向上した。
窓や扉の配置は従来車を継承し、塗装も従来車と同様の近鉄マルーン単色で登場した。3200系の登場後は同系に準じたツートンカラーに変更された。
当時の奈良線用車両では先頭車の連結器中心高さを800mmを基本としていたものの、大阪線・名古屋線と同じく当初から車体側に切り欠きが設けられており、奈良線連結器中心高さ統一に向けて嵩上げに向けた準備がされた状態で作られている。また、中間に入る連結器の高さは共通で880mmである。また、これらの系列は、側窓の隅の丸みが半径80mmとなっている。
9000系・9200系では新造時より側面に電動方向幕式の行先表示器が設置された。側面の行先表示器は車掌側から編成単位で異なる行き先が設定可能な仕組みで、合わせて車内放送も車両によって切り替えて放送することができるシステムを搭載している。

### 内装
内装デザインは従来車は化粧板に側面・妻面が木目調、天井がコルク調を採用していたが、8810系初期車では天井が白基調のものに変更、側面と妻面は従来の木目調であった。
9000系・9200系より化粧板は側面と妻面がベージュを基調とした「サンドウェーブ柄」、天井化粧板は白を基調とした「こもれび柄」が採用された。床材はマルーン調に仕様が変更された。この内装デザインは5800系登場まで約15年以上にわたって継承された。
ラインデリアや冷房装置のダクトの配置を見直したことで天井の高さを2,250mmとしている。また冷房の吹き出しグリルは8600系よりも細かくなっており、並行している2本のグリルの間隔を広くとっている。

### 主要機器
主電動機は近鉄初の複巻整流子電動機の三菱電機MB-3270-A（1時間定格出力160 kW）を採用し、歯車比は85:18 (4.72) に設定された。
力行時は抵抗制御・直並列切り替え・界磁制御、制動装置は回生・抑速併用電磁直通ブレーキ（HSC-12）であり、停止回生は高速時に電動機4個直列・2群並列、低速時8個直列に切り替えて110 km/h - 20 km/hの回生制動を可能とし、下り勾配抑速回生時は50 km/h - 90 km/hの範囲で等速運転を行ない、回生失効時には直ちに車上の抵抗器による発電制動に切り替わる。
台車は積空比の大きな通勤車用であることを考慮し、空気ばね径を大きくしたダイレクトマウント式空気ばねシュリーレン式台車の近畿車輛KD-88・88Aを採用。これらは標準軌線の界磁チョッパ通勤車に共通する。
制御器は1C8M制御のMMC-HTR-20H、集電装置は下枠交差形PT-48を奇数M車に2基搭載。8812F - 8818Fでは電動発電機・圧縮機は奇数Tc車に設置されていたが、8820F以降はコンピューター計測の強度計算技術による軽量化が推進された関係で空気圧縮機が偶数Tc車に移設されている。性能面では最高速度110 km/hを確保した。
大阪線と奈良線用では主幹制御器の抑速ブレーキの刻みに違いがあり、奈良線用では「進メ」「保チ」の2段階だが、大阪線用では5段階の刻みがある。

## 形式別概説

### 8810系

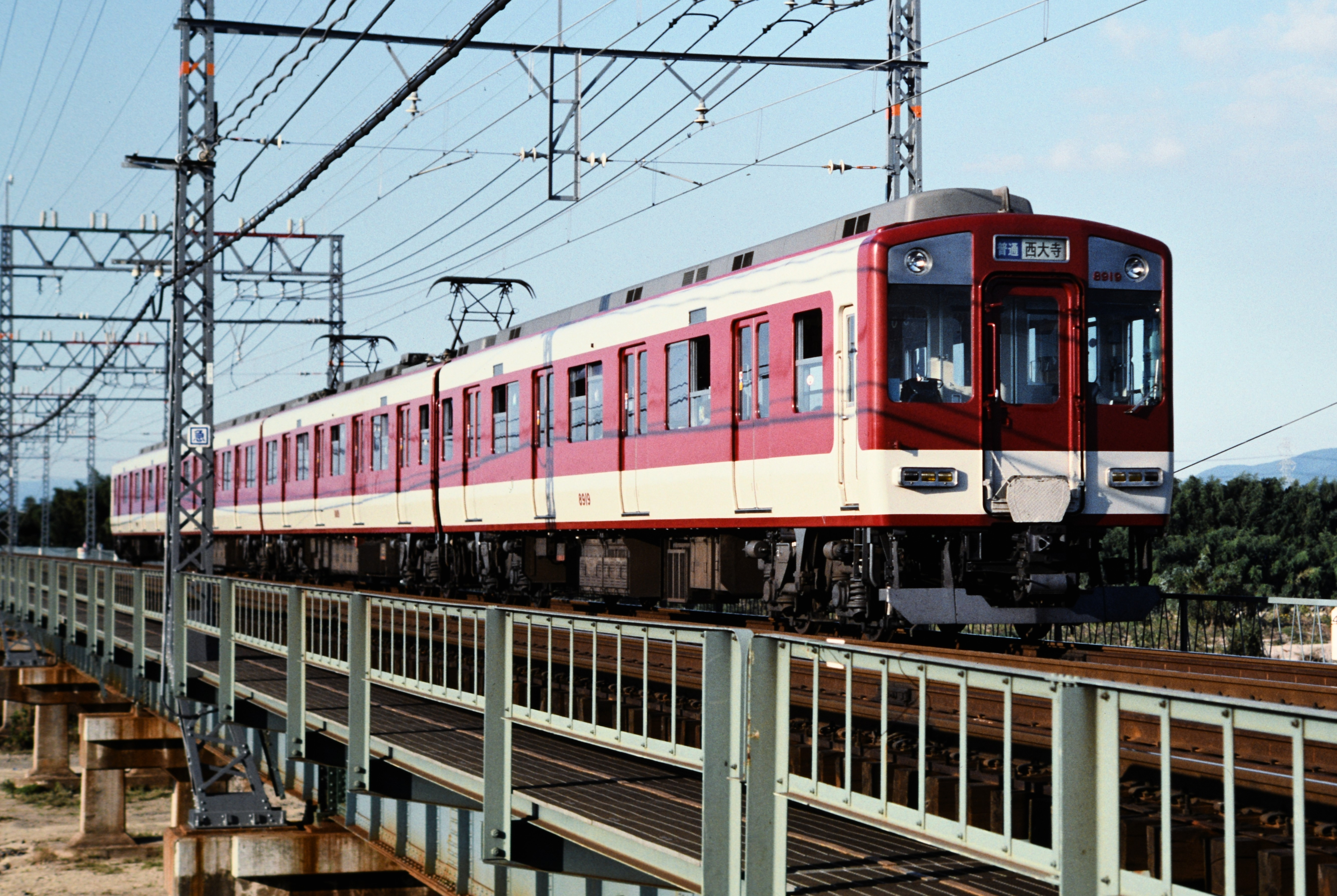
京都線普通列車の8919F（1990年）

8810系は1981年に登場した奈良線・京都線用の4両編成の界磁チョッパ車で、8編成32両が製造された。大阪難波・京都・伊勢中川（大阪線編成）寄りからク8910（偶数） (Tc) +モ8810（偶数） (M) +モ8810（奇数） (M) +ク8910（奇数） (Tc) で4両編成を組成する。電算記号は奈良線用は8800系に続きFL (10番台) 、大阪線転属車はFC (10番台) 。
側面には8800系同様の行灯式種別表示が装着されていた。1982年に登場した8920Fからは車体の設計が見直され、軽量化が行われた。1984年に製造された最終編成の8826Fは冷房装置の変更により車体高さが変更され、落成当初より側面行先表示器を装備した。
3200系の登場に伴い、8826Fは1986年に大阪線で使用するため方向転換・改造を行って高安検車区に転属し、電算記号はFC25に変更されていた。その後1989年に東花園検車区に再転属し、仕様は元に戻されている。
2004年2月に8812Fは方向転換・改造を行い、大阪線転用のため高安検車区に転属し、電算記号はFC11に変更された。また、1010系の様な正面渡り板の交換はされていない。
2022年4月1日現在は8812Fが大阪線高安検車区、8814F - 8826Fが奈良線東花園検車区に配置されている。

### 9000系

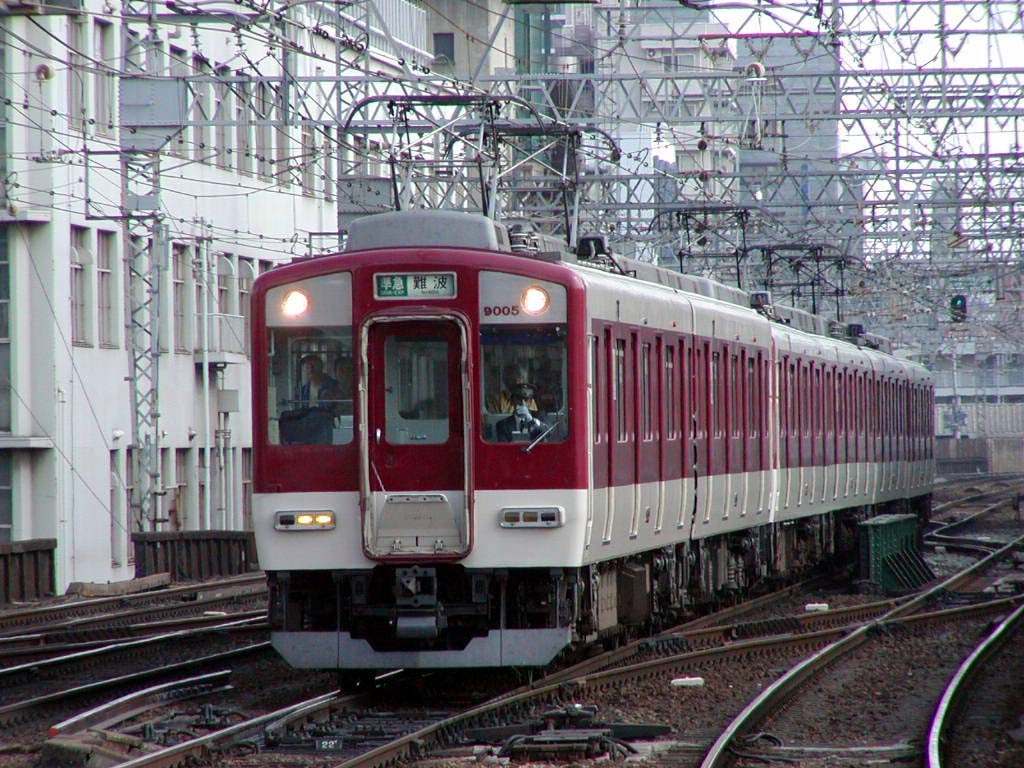
奈良線運用時代の9000系

1983年に登場した2両編成の界磁チョッパ制御車。大阪難波・京都（登場時）・伊勢中川（現行）寄りからモ9000 (Mc) +ク9100 (Tc) で2両編成を組成する。
1984年までに2両編成8本16両が製造され、生駒線で運用されていた中型車820系の一部編成が伊賀線に転属し、860系となっている。電算記号はFE（奈良線時代）→FW（名古屋線転属後）。
8810系と異なり、全車当初より側面に行先表示器が取り付けられ、8810系8926Fと同様に冷房装置の仕様変更で車体高さが変更となった。なお、モ9000形モ9001は運転席後方の仕切りガラスを竣工後に試験目的で遮光性を持たせた黄土色に交換され、これが現在もそのまま装着され続けている。このガラスは後に22000系で乗務員室仕切ガラスに本格採用されている。
主電動機は1200系と同形のMB-3277-ACで、制御装置と台車、ブレーキ方式（型式はHSC-Rに変更）は8810系に準拠している。電動発電機はHG-77463、コンプレッサはC-2000MまたはHS-10をTc車に搭載し、パンタは下枠交差形をMc車に2基搭載した。
登場時は奈良線・京都線系統全域で種別・編成両数を問わずに運用され、ワンマン運転開始までは生駒線でも運用されていたが、田原本線の運用実績はなかった。全車両が東花園検車区に配置されていたが、2003年10月から2006年12月にかけてシリーズ21の登場と1810系の一部廃車代替に伴い、9000系全編成が方向転換・改造を行い、名古屋線に転属した。
名古屋線転属が完了した当初の2007年4月時点では9001F - 9003Fが明星検車区、9004F - 9008Fが富吉検車区に配置されていたが、2012年3月20日付で9003Fが富吉検車区、9005F・9007F・9008Fが明星検車区に転属し、ワンマン運転対応改造車が明星検車区、ワンマン運転非対応車が富吉検車区に所属するようになっていた。
2022年4月1日現在、9000系は全車両が富吉検車区に配置されている。
今後、本形式も近鉄標準カラーの赤色から伊勢志摩カラーの青色に塗り替える予定となっておりその対象となる。

### 9200系

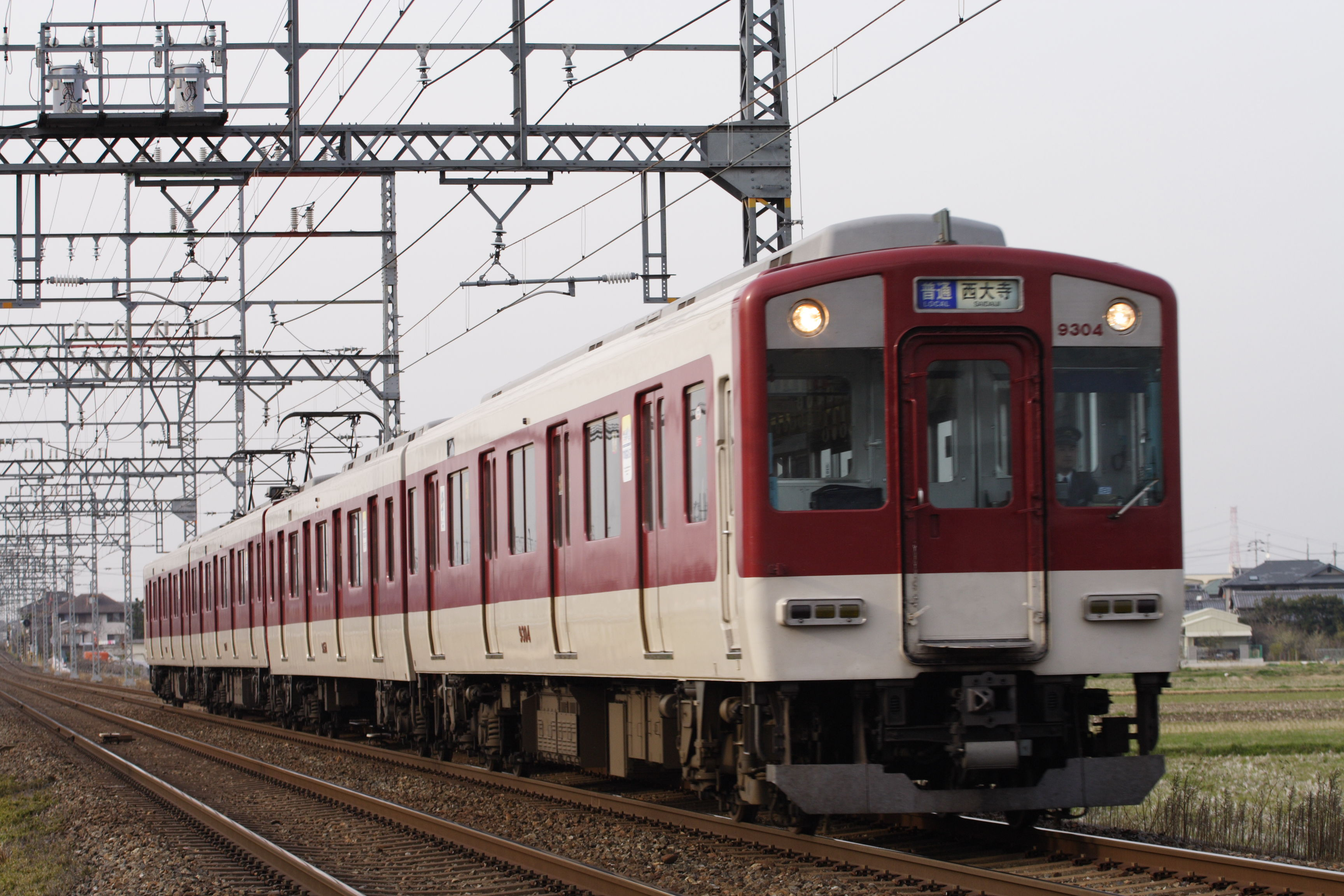
9200系の京都線列車（2006年）

京都線で3両編成が必要とされた時期であったことから、1983年に8810系の3両編成仕様として登場した、1991年より中間車が増備され4両編成となっている。
大阪難波・京都・伊勢中川 (大阪線所属編成) 寄りからモ9200 (偶数、Mc) +モ9200 (奇数、M) +サ9310 (T、旧サ9350) +ク9300 (Tc) で4両編成を組成し、全車当初より側面行先表示器を装備して落成している。3両編成4本12両と、中間T車4両の計16両が製造された。電算記号は奈良線用がFB（偶数）→FL（50番台・FL54）、大阪線用はFC（50番台・FC51 - FC53）。
McとMがユニットの1C8Mで、主電動機と制御器、台車、ブレーキ方式（型式はHSC-R）は8810系に準拠している。M車に制御器と集電装置を2基、Mc車に界磁機器とコンプレッサー (HB-2000) 9206 9208は(C-2000L)、ただし2020年中に9202 9204ともにHS-20形に交換された。Tc車に電動発電機 (HG-634) を搭載する。
京都線の長編成化で3両編成の需要が減少したため、1991年にサ9350形（後のサ9310形）が新造されて4両編成を組成した。増備された中間車は1020系のサ1170形と同一設計のアルミニウム合金製全線共通車体となり、車体断面形状が変化したため、側面窓の配置や乗降扉のドアエンジン仕様、座席形状、ラインデリアの配置も他のアルミ車両に準じ、台車はKD-96Cを装備する。
2006年6月から2007年1月にかけて9202F・9204F・9206Fは大阪線転用のため方向転換を行い、高安検車区に転属した。その際、5820系、9020系の大阪線所属車が末尾50番台とされているので、大阪線に9820系が投入された場合にク9320形との番号重複を避ける目的で、サ9350形はサ9310形に改番され、9208Fも車体更新時に同様の改番を行い、サ9350形は4両全車がサ9310形となった。
2023年8月29日現在、9202F・9204F・9206Fが高安検車区、9208Fが東花園検車区に配置されている。転属以前は全編成が東花園検車区に配置されていた。

## 改造

### 車体更新
2000年から2007年にかけて車体更新が行われ、8826Fでは各車両車内連結側の車椅子スペース設置も行われた。また、車体更新と並行して側面行先表示器が行灯式から方向幕式に交換され、車体連結部の転落防止幌設置、一部編成では座席モケットの交換が行われた。
9000系は2001年から2003年にかけて全編成に車体更新が行われ、9003F以降に車体連結部の転落防止幌（9001F・9002Fはワンマン対応改造時に設置）および車内連結側の車椅子スペース設置が行われた。後年、一部編成では座席モケットの交換が行われた。
9200系は2001年から2007年9月にかけてサ9310形を除き、車体更新が行われ、車体連結部の転落防止幌および車内連結側の車椅子スペース設置が行われた。サ9310形では1230系と同様の簡易内装更新、サ9314形では9207Fの車体更新時に車内連結側の車椅子スペース設置が行われた。

### 9000系のワンマン化改造
2006年から2007年12月にかけて9000系9007F・9008F・9005F・9001F・9002Fの順に名古屋線向けのワンマン運転対応改造が行われた。なお、本形式では1010系と同様にワンマン運転対応改造車に対しての形式変更は省略されている。

### B更新
2020年4月から、8814Fを皮切りに8810系のB更新が開始され、その後は2021年に8812F・8816F・8818F・8820F・8822F、2022年に8824F・8826Fが完了し、8810系全編成のB更新が完了した。更新内容は2610系2627F以降に更新工事を完了した編成とほぼ同一で、内外装材の交換などが行われている。他編成と違う点として、8814F・8816Fの前照灯がLEDのものに交換されている。これは、1031系1034Fに試験的に導入された物が本採用された物である。
9000系では2021年8月から2023年にかけてB更新が全編成で施行された。9200系では2021年10月からサ9310形も含めたB更新が開始され、2024年1月時点で9202F・9204F・9206Fが完了している。

## アートライナー
- 9003Fク9103：緑博みえ2014（2013年10月1日[24] - 運転終了）

## 運用

### 奈良線・京都線
- 8810系8814F - 8826F
- 9200系9208F

阪神なんば線との相互直通以前は奈良・京都線系統の一般列車全種別で4 - 10両編成まで幅広く運用されていたが、相互直通開始以降は京都線系統における4両・6両編成での運用が多くなり、奈良線運用は大阪難波駅折り返し列車が中心となった。ワンマン運転開始以降、生駒線では代走時を除いて運用されていない。

### 名古屋線

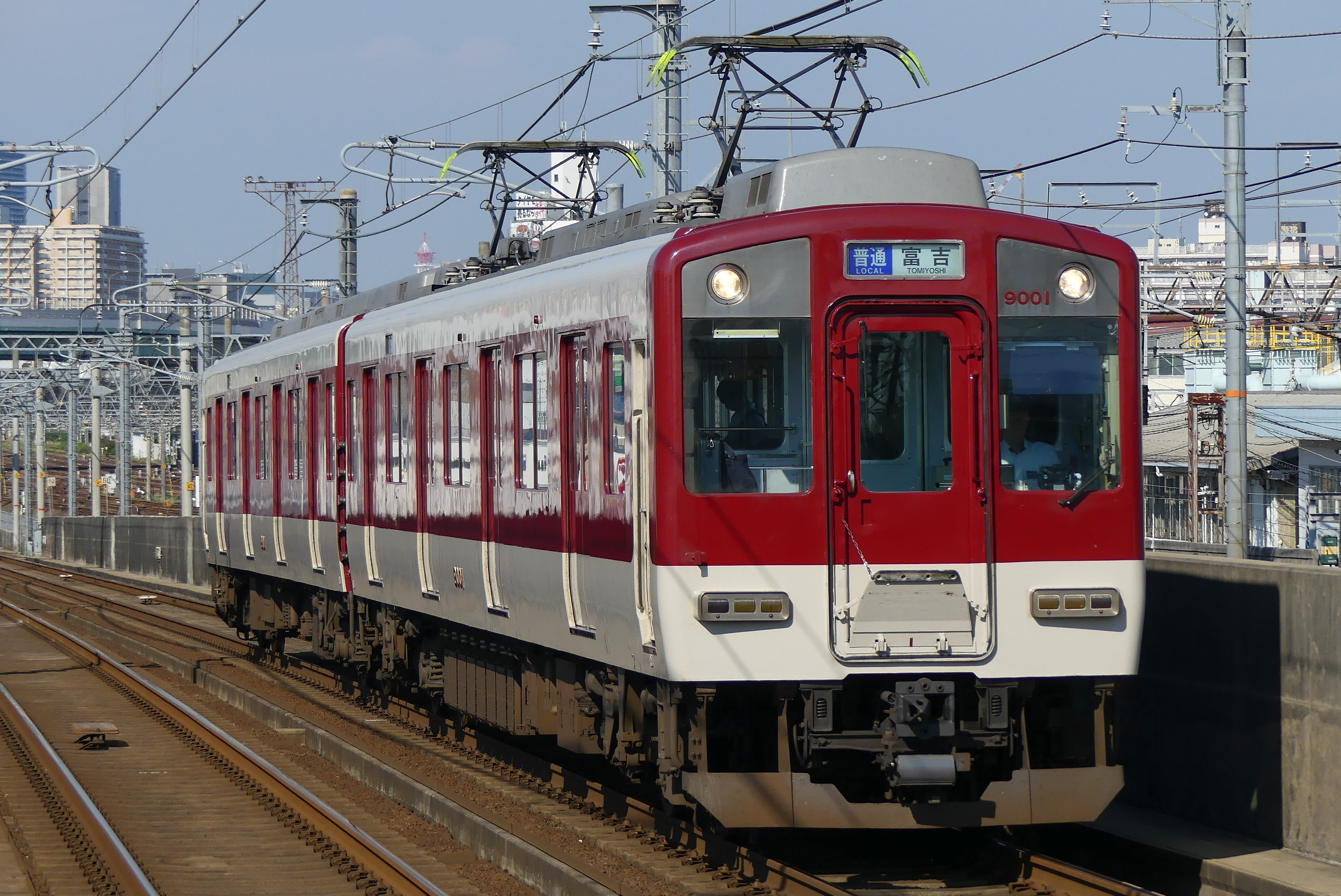
名古屋線転属後の9000系
(2018年7月15日 黄金駅 - 烏森駅間)

- 9000系9001F - 9008F

名古屋線転属後は2両単独編成で名古屋線系統の準急・普通列車運用の他に、他系列と併結した4両 - 6両編成で準急、急行にも運用されており、ワンマン対応編成は上記の他に志摩線系統のワンマン列車でも運用される。なお、ダイヤ混乱時を除いて大阪線急行系列車の増結運用には原則として充当されない。

### 大阪線

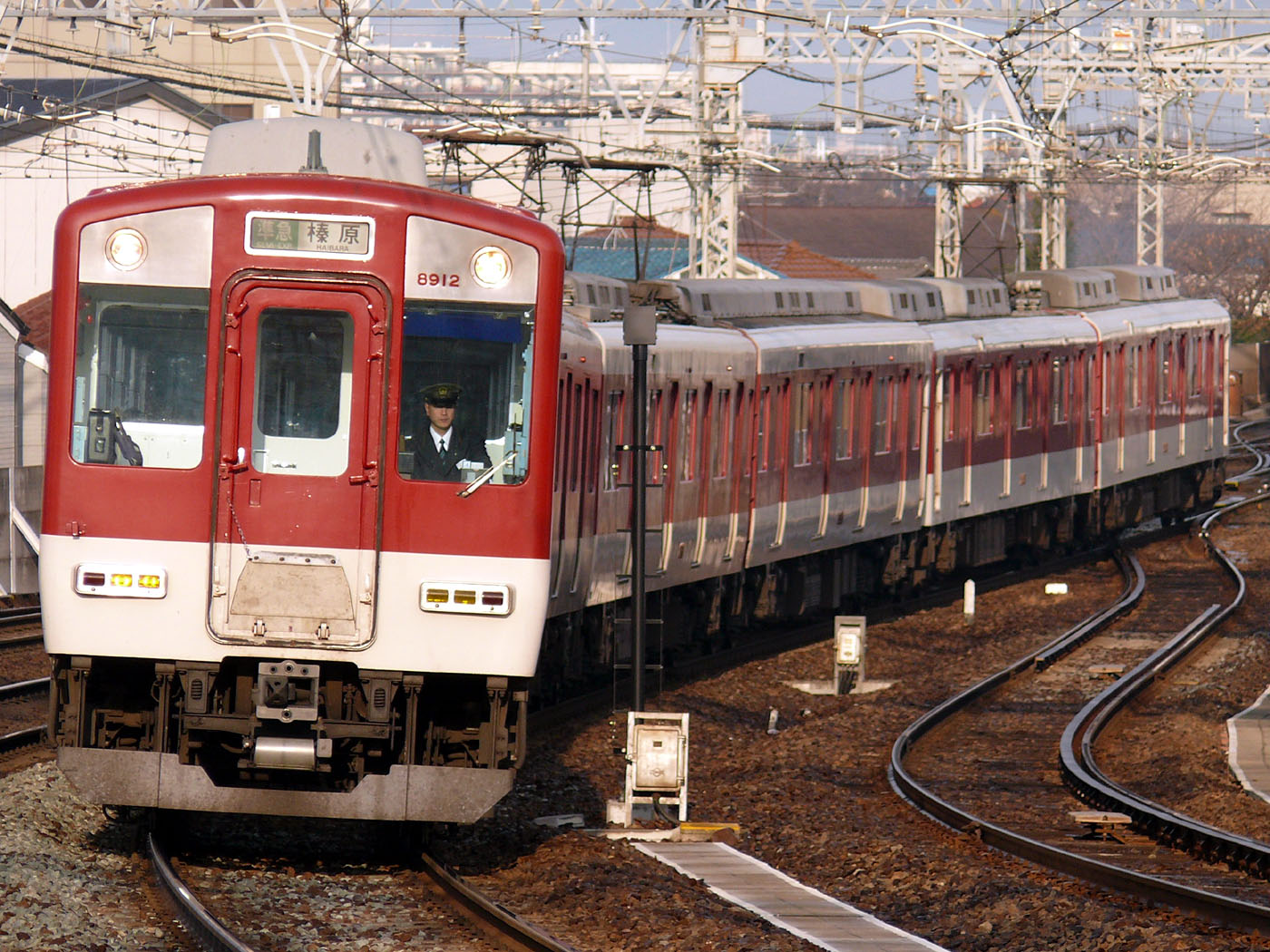
大阪線へ転属した8811F

- 8810系8811F
- 9200系9201F - 9205F

大阪線転属後は大阪上本町駅 - 青山町駅間の一般列車全種別で4両 - 10両編成まで幅広く運用されているが、トイレ未設置のために青山町駅以東や名古屋線および山田線には入線しない。